# Кроли Таун
«Кро́ли Та́ун» (полное название — Футбольный клуб «Кроли Таун»; англ. Crawley Town Football Club, английское произношение: [ˈkrɔ:lɪ ˈtaʊn 'futbɔ:l klʌb]) — английский профессиональный футбольный клуб из города Кроли, графство Западный Суссекс, Юго-Восточная Англия. Был основан в 1896 году.
Домашние матчи проводит на стадионе «Бродфилд», вмещающем более 6 тысяч зрителей.
Выступает в Лиге 2, четвёртом по значимости дивизионе в системе футбольных лиг Англии.

## История
Образован в 1896 году. Начал играть в младшем дивизионе западной лиге Сессекса. В 1958 сменил название на современное. Полупрофессиональным клубом стал в 1962.
10 января 2011 года «Кроли Таун», победив (2:1) на своем поле команду «Дерби Каунти», впервые в своей истории вышел в четвертый раунд (1/16 финала) Кубка Англии. 29 января того же года победное шествие «Кроли Таун» продолжилось: на выезде с минимальным счетом была обыграна команда «Торки Юнайтед», а «Кроли Таун» вышел уже в пятый раунд (1/8 финала) Кубка Англии. Однако 19 февраля 2011 года в пятом раунде (1/8 финала) Кубка Англии «Кроли» в гостях встретился с «Манчестер Юнайтед» и уступил в упорной борьбе со счётом 1:0.
9 апреля 2011 года, обыграв футбольный клуб «Тамуэрт» в рамках Национальной конференции «Кроли Таун» досрочно вышел в четвёртый дивизион — Лигу 2.
5 мая 2012 года, обыграв клуб «Аккрингтон Стэнли», «Кроли» вышел в Лигу 1 с третьего места из Лиги 2.
Таким образом за два года «Кроли Таун» дважды повысился в классе, пройдя путь от Национальной конференции до Лиги 1.